# Fahd bin Abdoel Aziz al-Saoed
Fahd bin Abdoel Aziz al-Saoed (Arabisch: فهد بن عبد العزيز آل سعود) (Riyad, 1921 – aldaar, 1 augustus 2005), kortweg Fahd, was van 1982 tot 2005 koning van Saoedi-Arabië en premier van Saoedi-Arabië en hoofd van het Huis van Saoed. Sinds een beroerte in 1995 was hij niet meer in staat om zelfstandig te regeren. Daarom regeerde zijn halfbroer kroonprins Abdullah als regent. Fahd verbleef de laatste jaren van zijn leven het grootste deel van het jaar aan de Spaanse zuidkust. Op 27 mei 2005 werd de koning in kritieke toestand in een ziekenhuis opgenomen, waarna hij op 1 augustus overleed.
Koning Fahd was een zoon van Abdoel Aziz al Saoed, de stichter van Saoedi-Arabië. Ten tijde van Fahds geboorte was zijn vader nog bezig met het verenigen van de verschillende stammen in Saoedi-Arabië. Fahd was een toeschouwer bij de ondertekening van het Verdrag van Djedda, waarbij het koninkrijk gesticht werd.
Fahd werd opgeleid aan de Prinsenschool in de hoofdstad, die speciaal bedoeld was voor de opvoeding en educatie van alle (mannelijke) leden van het Huis van Saoed. Ook bestudeerde hij enige tijd de islam in de heilige stad Mekka.
In 1953 werd Fahd tot minister van onderwijs benoemd door zijn vader. In 1959 leidde hij de Saoedische delegatie naar de Arabische Liga. In 1962 werd hij minister van binnenlandse zaken en vijf jaar later werd hij tweede vicepremier.
Op 25 maart 1975 werd de toenmalige koning Faisal door een neef vermoord. Koning werd Khalid bin Abdoel Aziz al-Saoed, een halfbroer van Fahd. Fahd zelf werd kroonprins en premier. Bij hem berustte het zwaartepunt van de regering. Toen koning Khalid overleed op 13 juni 1982 werd Fahd koning van Saoedi-Arabië.
Fahd had te kampen met de Iraaks-Iraanse oorlog. Hij was uitermate bevreesd voor een mogelijke verbreiding van de Islamitische Revolutie van de sjiitische ayatollah Khomeini vanuit Iran over de hele islamitische wereld en begon daarop sinds 1979 een wereldwijde campagne om de wahabitische versie van de islam te verspreiden die door zijn opvolgers werd voortgezet. Met de Emir van Koeweit en (onofficieel) de regering van de Verenigde Staten van Amerika steunde hij het regime van Saddam Hoessein en zou daar later nog spijt van krijgen.
Fahd deed veel moeite om een einde te maken aan de Libanese Burgeroorlog. Hij was gastheer van de Conferentie van Taif, die in 1989 vrede bracht in het verscheurde land.
In eigen land kwam Fahd als tegenreactie tegen de Islamitische Revolutie in 1979 tot een verstrenging van de islamitische regels. Hij voerde in 1993 weliswaar een majlis of parlementaire raad in, maar de koning behield een veto over beslissingen van dit parlement. Anno 2005 vonden de eerste verkiezingen plaats voor slechts de helft van de parlementsleden en vrouwen mogen nog steeds niet deelnemen aan het politieke leven.
Het daadwerkelijke bestuur wordt uitgeoefend door de duizenden prinsen, die in weelde leven en dat bepaald niet volgens de regels van de islam doen. Samen met de militaire samenwerking met de Verenigde Staten is dit de oorzaak dat Saoedi-Arabië een voedingsbodem voor radicale strijders als Osama bin Laden is geworden.
Na zijn dood werd kroonprins Abdoellah bin Abdoel Aziz al-Saoed koning. Sultan bin Abdoel Aziz al-Saoed werd aangewezen als kroonprins.

## Trivia
De volledige naam van koning Fahd was Fahd bin Abdulaziz bin Abdulaziz bin Abdulrahman bin Faisal, bin Turki bin Abdullah bin Mohammed bin Saud bin Mohammed bin Meqrin bin Markhan bin Ibrahim bin Mousa bin Rabee'a bin Mani bin Rabee'a Al-Mureedi.
Fahd was minstens vijfmaal gehuwd. Driemaal scheidde hij. Een echtgenote overleed vóór hem. Bij zijn dood leefde nog één vrouw: prinses Jowhara.